# Großer Preis von Großbritannien 2012
Der Große Preis von Großbritannien 2012 (offiziell 2012 Formula 1 Santander British Grand Prix) fand am 8. Juli auf dem Silverstone Circuit in Silverstone statt und war das neunte Rennen der Formel-1-Weltmeisterschaft 2012.

## Berichte

### Hintergrund
Nach dem Großen Preis von Europa führte Fernando Alonso in der Fahrerwertung mit 20 Punkten vor Mark Webber und mit 23 Punkten vor Lewis Hamilton. In der Konstrukteurswertung führte Red Bull-Renault mit 39 Punkten vor McLaren-Mercedes und mit 50 Punkten vor Lotus-Renault.
Beim Großen Preis von Großbritannien stellte Pirelli den Fahrern die Reifenmischungen P Zero Hard (silber) und P Zero Soft (gelb), sowie für nasse Bedingungen Cinturato Intermediates (grün) und Cinturato Full-Wets (blau) zur Verfügung.
Im Vorfeld des Grand Prix wurde die Nutzung des Drag Reduction Systems modifiziert. Falls hinter der DRS-Zone gelbe Flaggen gezeigt werden, wird das DRS für diese Zeit deaktiviert. Zuvor gab es bei zwei Rennen Diskussionen um Durchfahrtsstrafen für Fahrer, die ihr DRS vor einer gelben Flagge geöffnet hatten.
Mit Michael Schumacher (dreimal), Alonso (zweimal), Kimi Räikkönen, Hamilton, Sebastian Vettel und Webber (jeweils einmal) traten sechs ehemalige Sieger zu diesem Grand Prix an.
Als Rennkommissare fungierten Paul Gutjahr (SUI), Paolo Longoni (ITA), Nigel Mansell (GBR) und Richard Norbury (GBR).

### Training
Am ersten Trainingstag regnete es in Silverstone. Im ersten freien Training wurde der Regen zum Ende immer stärker. Die meisten Fahrer fuhren nur wenige Runden. Romain Grosjean erzielte die Bestzeit vor Daniel Ricciardo und Hamilton. In diesem Training übernahm Jules Bianchi den Force India von Nico Hülkenberg, Valtteri Bottas den Williams von Bruno Senna und Dani Clos den HRT von Narain Karthikeyan.
Im zweiten Training gab es in der ersten Hälfte wegen des starken Regens kaum Fahrbetrieb. Ein Grund für den geringen Fahrbetrieb war, dass die Teams nur drei Sätze des Cinturato Full-Wets für das gesamte Wochenende zur Verfügung hatten. In der Becketts verlor Senna die Kontrolle über sein Fahrzeug und schlug in die Begrenzung ein. Das Training wurde kurz unterbrochen. Am Ende des Trainings verlor Alonso bei einer Mauerberührung seinen Frontflügel, fuhr jedoch aus eigener Kraft zurück an die Box. Hamilton fuhr die schnellste Runde vor Kamui Kobayashi und Schumacher.
Das dritte freie Training am Samstag fand schließlich unter trockenen Wetterbedingungen statt. Alonso erzielte die schnellste Zeit vor Jenson Button und Grosjean.

### Qualifying
Im Vorfeld des Qualifyings wurden die Zuschauer dazu aufgerufen, nicht anzureisen, da die Wiesen-Parkplätze durch den anhaltenden Regen für den Sonntag geschont werden sollten.
Im ersten Abschnitt des Qualifyings, das unter regnerischen Bedingungen ausgetragen wurde, erzielte Vettel die Bestzeit. Die Marussia-, HRT- und Caterham-Piloten sowie Button schieden aus. Charles Pic scheiterte an der 107-Prozent-Regel und somit an der Qualifikation. Er erhielt allerdings eine Startgenehmigung von den Rennkommissaren. Der zweite Teil des Zeitentrainings wurde 6:19 Minuten vor Ende für über eine Stunde unterbrochen, da die Strecke zu nass war. Hamilton erzielte schließlich die schnellste Zeit. Die Sauber- und Toro-Rosso-Piloten sowie Senna, Nico Rosberg und Paul di Resta schieden aus. Grosjean schaffte zwar den Sprung ins finale Segment, da er aber im Kies stecken blieb, war er nicht mehr in der Lage, am weiteren Qualifying teilzunehmen. Im letzten Abschnitt sicherte sich Alonso die Pole-Position vor Webber und Schumacher. Es war Alonsos und Ferraris erste Pole-Position seit dem Großen Preis von Singapur 2010.

### Rennen
Bereits auf dem Weg in die Startaufstellung erlitt Witali Petrow einen Motorschaden. Er war daher nicht in der Lage, zum Start anzutreten.
Beim Start wechselte Alonso die Spur und lag damit direkt vor Webber. Dieser wechselte darauf ebenfalls die Spur. Dadurch verlor er an Schwung und Alonso behielt die Führung. Alonso, der im Gegensatz zu Webber auf den härteren Reifen gestartet war, setzte sich in den nächsten Runden leicht von Webber ab. Schumacher behielt zunächst den dritten Platz, Felipe Massa übernahm den vierten Platz von Vettel, der auf den fünften Platz zurückfiel. Bereits in den ersten Kurven holte sich di Resta einen Plattfuß bei einer Kollision mit Grosjean. Er wechselte die Reifen, gab jedoch kurz darauf das Rennen mit einem Folgeschaden auf. Grosjean ließ sich infolge der Kollision seinen beschädigten Frontflügel wechseln.
In den nächsten Runden übte Massa Druck auf Schumacher aus, scheiterte allerdings zunächst mit seinen Überholversuchen. Hinter Schumacher sammelten sich weitere Fahrer. In der elften Runde gelang es Massa in Stowe an seinem Kontrahenten vorbeizufahren. Kurz darauf gingen Pastor Maldonado und Sergio Pérez an die Box. Pérez versuchte vor Brooklands ein Überholmanöver auf der Außenbahn. Maldonado hielt dagegen und versuchte, die Position zu verteidigen. Dabei kollidierten die beiden Piloten. Während Pérez ausschied, fuhr Maldonado nach einem Reparaturstopp weiter. Maldonado wurde von der Rennleitung verwarnt und mit einer Geldstrafe von 10.000 Euro belegt. Pérez äußerte sich nach dem Rennen wütend über Maldonados Verhalten vor der Kollision.
Bei der ersten Boxenstoppphase ging Vettel an Massa und Schumacher vorbei. Sowohl Vettel, als auch Massa führten nach ihren Stopps Überholmanöver im Mittelfeld gegen Piloten, die noch nicht an der Box waren, durch. Alonso ging in der 15. Runde, eine Runde nach Webber, an die Box und blieb vor ihm. Kurzzeitig übernahm Hamilton die Führung des Rennens. In der 19. Runde lieferten sich beide ein Duell über mehrere Kurven, in dem Alonso schließlich vorbeifuhr. Hamilton ging schließlich in der 21. Runde an die Box und wechselte von den harten auf die weichen Reifen. Er fiel hinter Schumacher und Räikkönen zurück. Räikkönen und Hamilton überholten Schumacher in den folgenden Runden: Räikkönen vor Brooklands, Hamilton vor Copse.
Während Alonso an der Spitze seine Führung ausbaute, stoppte Hamilton bereits in der 28. Runde ein weiteres Mal. Er wechselte zurück auf die harten Reifen. Hamilton lag zunächst vor Grosjean, der kurz vor Hamilton seinen zweiten Stopp absolviert hatte. Es gelang Hamilton allerdings nicht, Grosjean lange hinter sich zu halten. Bei den zweiten Boxenstopps war Webber erneut als erster an der Box. Er blieb auf den harten Reifen und fuhr schließlich die bis dahin schnellste Runde. Alonso wechselte mehrere Runden später auf die weichen Reifen und blieb zunächst in Führung. Kobayashi machte bei seinem zweiten Stopp einen Fehler und fuhr mehrere Mechaniker um. Zwei Team-Mitglieder wurden dabei leicht verletzt. Kobayashi erhielt dafür eine Geldstrafe in Höhe von 25.000 Euro.
In den letzten zehn Runden holte Webber auf den führenden Alonso, der auf den weichen Reifen nicht mehr mit Webber mithielt, auf. In der 48. Runde gelang es ihm, vor Brooklands mit Hilfe des DRS an Alonso vorbeizufahren. Er setzte sich in den nächsten Runden von Alonso ab. Auch Vettel holte auf Alonso auf, kam jedoch nicht mehr in Schlagdistanz.
Im Mittelfeld gab es ebenfalls noch ein paar Veränderungen. Schumacher überholte Hamilton und übernahm den siebten Platz. Darüber hinaus gab es ein Duell zwischen Hülkenberg und Senna um den neunten Platz. Zunächst überholte Senna seinen Kontrahenten. Dieser konterte und verlor dabei weitere Positionen.
Webber gewann schließlich sein zweites Saisonrennen vor Alonso und Vettel. Massa erzielte mit einem vierten Platz seine bis dahin beste Saisonplatzierung. Zudem kam er zum ersten Mal seit 2010 in die Top 4. Räikkönen wurde vor seinem Teamkollegen Grosjean Fünfter. Die weiteren Punkte gingen an Schumacher, Hamilton, Senna und Button.
In der Weltmeisterschaft behielt Alonso die Führung vor Webber. Bei den Konstrukteuren verbesserte sich Ferrari vom vierten auf den zweiten Platz. Lotus behielt den dritten Rang, McLaren fiel auf den vierten Platz zurück. Red Bull führte weiterhin.
Beim Großen Preis von Großbritannien wurde ein neuer Besucherrekord aufgestellt. An den drei Tagen kamen insgesamt 297.000 Zuschauer an die Strecke. Am Freitag waren es 80.000, am Samstag 90.000 und am Sonntag 127.000 Zuschauer.

## Meldeliste
| Team                          | Nr. | Fahrer             | Chassis           | Motor                | Reifen |
| ----------------------------- | --- | ------------------ | ----------------- | -------------------- | ------ |
| Red Bull Racing               | 01  | Sebastian Vettel   | Red Bull RB8      | Renault 2.4 V8       | P      |
| Red Bull Racing               | 02  | Mark Webber        | Red Bull RB8      | Renault 2.4 V8       | P      |
| Vodafone McLaren Mercedes     | 03  | Jenson Button      | McLaren MP4-27    | Mercedes-Benz 2.4 V8 | P      |
| Vodafone McLaren Mercedes     | 04  | Lewis Hamilton     | McLaren MP4-27    | Mercedes-Benz 2.4 V8 | P      |
| Scuderia Ferrari              | 05  | Fernando Alonso    | Ferrari F2012     | Ferrari 2.4 V8       | P      |
| Scuderia Ferrari              | 06  | Felipe Massa       | Ferrari F2012     | Ferrari 2.4 V8       | P      |
| Mercedes AMG Petronas F1 Team | 07  | Michael Schumacher | Mercedes F1 W03   | Mercedes-Benz 2.4 V8 | P      |
| Mercedes AMG Petronas F1 Team | 08  | Nico Rosberg       | Mercedes F1 W03   | Mercedes-Benz 2.4 V8 | P      |
| Lotus F1 Team                 | 09  | Kimi Räikkönen     | Lotus E20         | Renault 2.4 V8       | P      |
| Lotus F1 Team                 | 10  | Romain Grosjean    | Lotus E20         | Renault 2.4 V8       | P      |
| Sahara Force India F1 Team    | 11  | Paul di Resta      | Force India VJM05 | Mercedes-Benz 2.4 V8 | P      |
| Sahara Force India F1 Team    | 12  | Jules Bianchi      | Force India VJM05 | Mercedes-Benz 2.4 V8 | P      |
| Sahara Force India F1 Team    | 12  | Nico Hülkenberg    | Force India VJM05 | Mercedes-Benz 2.4 V8 | P      |
| Sauber F1 Team                | 14  | Kamui Kobayashi    | Sauber C31        | Ferrari 2.4 V8       | P      |
| Sauber F1 Team                | 15  | Sergio Pérez       | Sauber C31        | Ferrari 2.4 V8       | P      |
| Scuderia Toro Rosso           | 16  | Daniel Ricciardo   | Toro Rosso STR7   | Ferrari 2.4 V8       | P      |
| Scuderia Toro Rosso           | 17  | Jean-Éric Vergne   | Toro Rosso STR7   | Ferrari 2.4 V8       | P      |
| Williams F1 Team              | 18  | Pastor Maldonado   | Williams FW34     | Renault 2.4 V8       | P      |
| Williams F1 Team              | 19  | Valtteri Bottas    | Williams FW34     | Renault 2.4 V8       | P      |
| Williams F1 Team              | 19  | Bruno Senna        | Williams FW34     | Renault 2.4 V8       | P      |
| Caterham F1 Team              | 20  | Heikki Kovalainen  | Caterham CT01     | Renault 2.4 V8       | P      |
| Caterham F1 Team              | 21  | Witali Petrow      | Caterham CT01     | Renault 2.4 V8       | P      |
| HRT F1 Team                   | 22  | Pedro de la Rosa   | HRT F112          | Cosworth 2.4 V8      | P      |
| HRT F1 Team                   | 23  | Dani Clos          | HRT F112          | Cosworth 2.4 V8      | P      |
| HRT F1 Team                   | 23  | Narain Karthikeyan | HRT F112          | Cosworth 2.4 V8      | P      |
| Marussia F1 Team              | 24  | Timo Glock         | Marussia MR01     | Cosworth 2.4 V8      | P      |
| Marussia F1 Team              | 25  | Charles Pic        | Marussia MR01     | Cosworth 2.4 V8      | P      |

Anmerkungen
1. 1 2  Bianchi fuhr den Force India mit der Nummer 12 im ersten freien Training. Hülkenberg übernahm das Fahrzeug anschließend für das restliche Rennwochenende.
2. 1 2  Bottas fuhr den Williams mit der Nummer 19 im ersten freien Training. Senna übernahm das Fahrzeug anschließend für das restliche Rennwochenende.
3. 1 2  Clos fuhr den HRT mit der Nummer 23 im ersten freien Training. Karthikeyan übernahm das Fahrzeug anschließend für das restliche Rennwochenende.

## Klassifikationen

### Qualifying
| Pos.                                                                      | Fahrer             | Konstrukteur         | Q1       | Q2       | Q3         | Start |
| ------------------------------------------------------------------------- | ------------------ | -------------------- | -------- | -------- | ---------- | ----- |
| 01                                                                        | Fernando Alonso    | Ferrari              | 1:46,515 | 1:56,921 | 1:51,746   | 01    |
| 02                                                                        | Mark Webber        | Red Bull-Renault     | 1:47,276 | 1:55,898 | 1:51,793   | 02    |
| 03                                                                        | Michael Schumacher | Mercedes             | 1:46,571 | 1:55,799 | 1:52,020   | 03    |
| 04                                                                        | Sebastian Vettel   | Red Bull-Renault     | 1:46,279 | 1:56,931 | 1:52,199   | 04    |
| 05                                                                        | Felipe Massa       | Ferrari              | 1:47,401 | 1:56,388 | 1:53,065   | 05    |
| 06                                                                        | Kimi Räikkönen     | Lotus-Renault        | 1:47,309 | 1:56,469 | 1:53,290   | 06    |
| 07                                                                        | Pastor Maldonado   | Williams-Renault     | 1:46,449 | 1:56,802 | 1:53,539   | 07    |
| 08                                                                        | Lewis Hamilton     | McLaren-Mercedes     | 1:47,433 | 1:54,897 | 1:53,543   | 08    |
| 09                                                                        | Nico Hülkenberg    | Force India-Mercedes | 1:46,334 | 1:55,556 | 1:54,382   | 14    |
| 10                                                                        | Romain Grosjean    | Lotus-Renault        | 1:47,043 | 1:56,388 | keine Zeit | 09    |
| 11                                                                        | Paul di Resta      | Force India-Mercedes | 1:47,582 | 1:57,009 | –          | 10    |
| 12                                                                        | Kamui Kobayashi    | Sauber-Ferrari       | 1:46,649 | 1:57,071 | –          | 17    |
| 13                                                                        | Nico Rosberg       | Mercedes             | 1:47,724 | 1:57,108 | –          | 11    |
| 14                                                                        | Daniel Ricciardo   | Toro Rosso-Ferrari   | 1:47,266 | 1:57,132 | –          | 12    |
| 15                                                                        | Bruno Senna        | Williams-Renault     | 1:47,105 | 1:57,426 | –          | 13    |
| 16                                                                        | Jean-Éric Vergne   | Toro Rosso-Ferrari   | 1:47,705 | 1:57,719 | –          | 23    |
| 17                                                                        | Sergio Pérez       | Sauber-Ferrari       | 1:46,494 | 1:57,895 | –          | 15    |
| 18                                                                        | Jenson Button      | McLaren-Mercedes     | 1:48,044 | –        | –          | 16    |
| 19                                                                        | Witali Petrow      | Caterham-Renault     | 1:49,027 | –        | –          | 18    |
| 20                                                                        | Heikki Kovalainen  | Caterham-Renault     | 1:49,477 | –        | –          | 19    |
| 21                                                                        | Timo Glock         | Marussia-Cosworth    | 1:51,618 | –        | –          | 20    |
| 22                                                                        | Pedro de la Rosa   | HRT-Cosworth         | 1:52,742 | –        | –          | 21    |
| 23                                                                        | Narain Karthikeyan | HRT-Cosworth         | 1:53,040 | –        | –          | 22    |
| 107-Prozent-Zeit: 1:53,718 min (bezogen auf Q1-Bestzeit von 1:46,279 min) |                    |                      |          |          |            |       |
| DNQ                                                                       | Charles Pic        | Marussia-Cosworth    | 1:54,143 | –        | –          | 24    |

Anmerkungen
1. ↑  Hülkenberg wurde aufgrund eines Getriebewechsels um fünf Positionen nach hinten versetzt.
2. ↑  Kobayashi wurde wegen des Verursachens einer Kollision beim Großen Preis von Europa um fünf Positionen nach hinten versetzt.
3. ↑  Vergne wurde wegen des Verursachens einer Kollision beim Großen Preis von Europa um zehn Positionen nach hinten versetzt.
4. ↑  Pic wurde aufgrund eines Getriebewechsels um fünf Positionen nach hinten versetzt.

1. 1 2 3 4 5 6 7 8 9 10 11 12 13 14 15 16 17 18 19 20  Rennwagen mit KERS

### Rennen
| Pos. | Fahrer             | Konstrukteur         | Runden | Stopps | Zeit        | Start | Schnellste Runde |
| ---- | ------------------ | -------------------- | ------ | ------ | ----------- | ----- | ---------------- |
| 01   | Mark Webber        | Red Bull-Renault     | 52     | 2      | 1:25:11,288 | 02    | 1:34,934 (49.)   |
| 02   | Fernando Alonso    | Ferrari              | 52     | 2      | + 3,060     | 01    | 1:35,385 (49.)   |
| 03   | Sebastian Vettel   | Red Bull-Renault     | 52     | 2      | + 4,836     | 04    | 1:34,897 (52.)   |
| 04   | Felipe Massa       | Ferrari              | 52     | 2      | + 9,519     | 05    | 1:35,041 (50.)   |
| 05   | Kimi Räikkönen     | Lotus-Renault        | 52     | 2      | + 10,314    | 06    | 1:34,661 (50.)   |
| 06   | Romain Grosjean    | Lotus-Renault        | 52     | 2      | + 17,101    | 09    | 1:34,884 (50.)   |
| 07   | Michael Schumacher | Mercedes             | 52     | 2      | + 29,153    | 03    | 1:35,191 (52.)   |
| 08   | Lewis Hamilton     | McLaren-Mercedes     | 52     | 2      | + 36,463    | 08    | 1:36,173 (44.)   |
| 09   | Bruno Senna        | Williams-Renault     | 52     | 2      | + 43,347    | 13    | 1:35,863 (48.)   |
| 10   | Jenson Button      | McLaren-Mercedes     | 52     | 2      | + 44,444    | 16    | 1:36,086 (52.)   |
| 11   | Kamui Kobayashi    | Sauber-Ferrari       | 52     | 2      | + 45,370    | 17    | 1:35,478 (48.)   |
| 12   | Nico Hülkenberg    | Force India-Mercedes | 52     | 2      | + 47,856    | 14    | 1:35,981 (37.)   |
| 13   | Daniel Ricciardo   | Toro Rosso-Ferrari   | 52     | 2      | + 51,241    | 12    | 1:35,448 (49.)   |
| 14   | Jean-Éric Vergne   | Toro Rosso-Ferrari   | 52     | 2      | + 53,313    | 23    | 1:35,514 (49.)   |
| 15   | Nico Rosberg       | Mercedes             | 52     | 2      | + 57,394    | 11    | 1:35,750 (49.)   |
| 16   | Pastor Maldonado   | Williams-Renault     | 51     | 2      | + 1 Runde   | 07    | 1:37,515 (34.)   |
| 17   | Heikki Kovalainen  | Caterham-Renault     | 51     | 2      | + 1 Runde   | 19    | 1:38,050 (37.)   |
| 18   | Timo Glock         | Marussia-Cosworth    | 51     | 2      | + 1 Runde   | 20    | 1:37,422 (50.)   |
| 19   | Charles Pic        | Marussia-Cosworth    | 51     | 2      | + 1 Runde   | 24    | 1:38,008 (50.)   |
| 20   | Pedro de la Rosa   | HRT-Cosworth         | 50     | 1      | + 2 Runden  | 21    | 1:39,618 (44.)   |
| 21   | Narain Karthikeyan | HRT-Cosworth         | 50     | 2      | + 2 Runden  | 22    | 1:38,339 (50.)   |
| –    | Sergio Pérez       | Sauber-Ferrari       | 11     | 1      | DNF         | 15    | 1:39,781 (03.)   |
| –    | Paul di Resta      | Force India-Mercedes | 2      | 1      | DNF         | 10    | –                |
| DNS  | Witali Petrow      | Caterham-Renault     | –      | –      | –           | 18    | –                |

Anmerkungen
1. ↑  Petrow konnte aufgrund eines Motorschadens nicht am Rennen teilnehmen.

1. 1 2 3 4 5 6 7 8 9 10 11 12 13 14 15 16 17 18 19 20  Rennwagen mit KERS

## WM-Stände nach dem Rennen
Die ersten zehn des Rennens bekamen 25, 18, 15, 12, 10, 8, 6, 4, 2 bzw. 1 Punkt(e).

### Fahrerwertung
| Pos. | Fahrer             | Konstrukteur         | Punkte |
| ---- | ------------------ | -------------------- | ------ |
| 01   | Fernando Alonso    | Ferrari              | 129    |
| 02   | Mark Webber        | Red Bull-Renault     | 116    |
| 03   | Sebastian Vettel   | Red Bull-Renault     | 100    |
| 04   | Lewis Hamilton     | McLaren-Mercedes     | 92     |
| 05   | Kimi Räikkönen     | Lotus-Renault        | 83     |
| 06   | Nico Rosberg       | Mercedes             | 75     |
| 07   | Romain Grosjean    | Lotus-Renault        | 61     |
| 08   | Jenson Button      | McLaren-Mercedes     | 50     |
| 09   | Sergio Pérez       | Sauber-Ferrari       | 39     |
| 10   | Pastor Maldonado   | Williams-Renault     | 29     |
| 11   | Paul di Resta      | Force India-Mercedes | 27     |
| 12   | Michael Schumacher | Mercedes             | 23     |

| Pos. | Fahrer             | Konstrukteur         | Punkte |
| ---- | ------------------ | -------------------- | ------ |
| 13   | Felipe Massa       | Ferrari              | 23     |
| 14   | Kamui Kobayashi    | Sauber-Ferrari       | 21     |
| 15   | Bruno Senna        | Williams-Renault     | 18     |
| 16   | Nico Hülkenberg    | Force India-Mercedes | 17     |
| 17   | Jean-Éric Vergne   | Toro Rosso-Ferrari   | 4      |
| 18   | Daniel Ricciardo   | Toro Rosso-Ferrari   | 2      |
| 19   | Heikki Kovalainen  | Caterham-Renault     | 0      |
| 20   | Witali Petrow      | Caterham-Renault     | 0      |
| 21   | Timo Glock         | Marussia-Cosworth    | 0      |
| 22   | Charles Pic        | Marussia-Cosworth    | 0      |
| 23   | Narain Karthikeyan | HRT-Cosworth         | 0      |
| 24   | Pedro de la Rosa   | HRT-Cosworth         | 0      |

### Konstrukteurswertung
| Pos. | Konstrukteur     | Punkte |
| ---- | ---------------- | ------ |
| 01   | Red Bull-Renault | 216    |
| 02   | Ferrari          | 152    |
| 03   | Lotus-Renault    | 144    |
| 04   | McLaren-Mercedes | 142    |
| 05   | Mercedes         | 98     |
| 06   | Sauber-Ferrari   | 60     |

| Pos. | Konstrukteur         | Punkte |
| ---- | -------------------- | ------ |
| 07   | Williams-Renault     | 47     |
| 08   | Force India-Mercedes | 44     |
| 09   | Toro Rosso-Ferrari   | 6      |
| 10   | Caterham-Renault     | 0      |
| 11   | Marussia-Cosworth    | 0      |
| 12   | HRT-Cosworth         | 0      |